# Цветочный дуэт
«Цветочный дуэт» — дуэт для сопрано и меццо-сопрано в первом акте оперы Лео Делиба «Лакме», премьера которой состоялась в Париже в 1883 году. Дуэтом поют персонажи Лакме, дочь священника-брамина, и её служанка Маллика, когда они идут собирать цветы у реки.
Фрагмент из оперы часто используется в рекламе и фильмах; он приобрел популярность в качестве концертного произведения. Он был адаптирован для трека «Ария» в рекламе «British Airways» 1980-х годов Янни и Малкольмом Маклареном. Не так давно фрагмент был использован в фильмах «Путь Карлито», «Знакомство с родителями», «Аномализа», «Настоящая любовь» и «Приглашение», в телевизионных шоу, включая «Обычный мультик» и «Симпсоны».

## Текст песни
Перевод на русский язык

Лакме: Иди, Маллика, цветочные лианы

Лакме:Уже бросают тени

Лакме:На священный ручей,

Лакме:тихий и темный, он течет,

Лакме:пробужденный громким пением птиц.

Маллика: О! госпожа, это час,

Маллика:когда вижу тебя улыбающейся,

Маллика:Благословенный час, когда могу прочесть

Маллика:то, что вечно сокрыто в сердце

Маллика:Лакме!

Лакме: Огромный купол жасмина

Маллика: Под куполом белого жасмина,

Л.: сплетенного с розами,

M.: сплетенного с розами

Л.: Берег в цветении, свежее утро,

M.: На цветущем берегу, что смеется утром,

Л.: Нас зовут вместе с тобой.

M.: Иди, спустимся вместе.

Л.: Ах! Спустимся вместе

M.: Осторожно спустимся к чарующему потоку

Л.: Бегущий поток;

M.: Последуем за бегущим потоком;

Л.: Под дрожащей тенью,

M.: Под дрожащей тенью

Л.: Рукой беззаботно,

M.: Рукой беззаботно,

Л.: Достигнем берега,

M.: Иди, достигнем берега

Л.: Там, где птица поет,

M.: Там, где родник спит.

Л.: птица, птица поет.

M.: И птица, птица поет.

Л.: Огромный купол, белый жасмин,

M.: Под огромным куполом, под белым жасмином,

Л.: Нас зовут вместе с тобой!

M.: Ах! Спустимся вместе!

Л.: Но я не знаю, что за внезапный страх

Л.: овладевает мной.

Л.: Когда мой отец идет один к этому проклятому городу,

L.: Я дрожу, я дрожу от страха!

M.: Чтобы Ганеша защитил его,

M.: Пойдем к пруду, где весело играют

M.: Белокрылые лебеди,

M.: Пойдем собирать голубые лотосы.

Л.: Да, рядом с белокрылыми лебедями,

Л.: Пойдем собирать голубые лотосы.

Л: Огромный купол жасмина

M: Под огромный куполом, там, где белый жасмин

Л: сплетенный с розами,

M.: сплетенный с розами,

Л.: Берег в цветении, свежее утро,

M.: На цветущем берегу, что смеется утром,

Л.: Нас зовут вместе с тобой.

M.: Иди, спустимся вместе.

Л.: Ах! последуем вместе

M.: Осторожно спустимся к чарующему потоку

Л.: Бегущий поток;

M.: Последуем за бегущим потоком;

Л.: Под дрожащей тенью,

M.: Под дрожащей тенью,

Л.: Рукой беззаботно,

M.: Рукой беззаботно,

Л.: Достигнем берега,

M.: Иди, достигнем берега,

Л.: Там, где птица поет,

M.: Там, где родник спит.

Л.: птица, птица поет.

M.: и птица, птица поет.

Л.: Купол огромный, белый жасмин,

M.: Под куполом огромным, под белым жасмином,

Л.: Нас зовут вместе с тобой!

M.: Ах! Спустимся вместе!